# Spraoi Festival
Spraoi Festival est le plus grand festival de musique et de théâtre de rue d'Irlande. Il se tient chaque année dans la ville de Waterford, lors du week-end férié d'août.
Ce festival est entièrement gratuit et réunit le meilleur du théâtre de rue et de la musique.
En 2006, il a lieu du 4 au 6 août.